# Walther Gerlach
Walther Gerlach, född 1 augusti 1889 och död 10 augusti 1979, var en tysk fysiker, som tillsammans med Otto Stern upptäckte elektronens kvantiserade spinn (Stern-Gerlach-experimentet).
Gerlach blev 1921 professor i Frankfurt am Main, 1924 i Tübingen och 1929 i München. Han utförde experimentella undersökningar av värmestrålningen och den fotoelektriska effekten. Han lyckades i november 1921 tillsammans med Otto Stern påvisa riktningskvantisering hos silveratomer, som sändes in i ett inhomogent magnetfält.
Bland Gerlachs skrifter märks Die experimentellen Grundlagen der Quantentheorie (1921), Materie, Elektrizität, Energie (1923, andra upplagan 1926), Atomabbau und Antombau (1923).